# Demeton-S-methylsulfon
Demeton-S-methylsulfon ist eine chemische Verbindung aus der Gruppe der Thiophosphorsäureester und Sulfone. Sie entsteht durch Oxidation von Demeton-S-methylsulfoxid beim Abbau von Demeton-S-methyl.